# Люблинский, Андрей Григорьевич
Андрей Люблинский (род. 25 сентября 1972, Ленинград) — профессиональный дизайнер и художник. Куратор профиля «Коммуникационный дизайн» в Школе дизайна НИУ «Высшая школа экономики», выпускник факультета дизайна Санкт-Петербургской Государственной Художественно-промышленной Академии имени Штиглица. Член Союза художников России, участник группы «Колдовские художники». Автор красных человечков в Перми, огромного жёлтого утёнка в московском Парке Горького, крокодила на дизайн-заводе «Флакон» и масштабной инсталляции «Дружба народов» на ВДНХ, а также других заметных паблик-арт проектов.
Работы Андрея Люблинского находятся в музейных и частных собраниях в России и за рубежом, в том числе: в собрании Государственного Русского музея (СПб), музея современного искусства PERMM (Пермь), музея современного искусства «Эрарта» (СПб), Московской школы управления СКОЛКОВО, парк современного искусства LA Collection’Air, Dukley Gardens (Будва).
Лауреат профессиональных премий. С 1997 года активно сотрудничает с галереями, музеями и другими институциями в качестве художника и куратора. В его творческой биографии свыше 30 персональных и множество коллективных выставок в России, Европе и США. С 2002 года занимается преподавательской деятельностью, проводит авторские мастер-классы и лекции.

## Биография
- 2018 Куратор профиля «Коммуникационный дизайн» в Школе дизайна Национального исследовательского университета «Высшая школа экономики» (НИУ ВШЭ – Санкт-Петербург).
- 2013 Участник группы «Колдовские художники».
- 2002-2014 Создатель и участник группы «Pprofessors» (проекты в сфере актуального искусства, дизайна и образования).
- 2003 Член Союза художников России, секция ДПИ.
- 2002-2004 Старший научный сотрудник Центра музейной педагогики и детского творчества Государственного Русского музея.
- 2002 Начал преподавать в петербургских ВУЗах.
- 1997-1998 Стажировка в Высшей Художественной Школе «Berlin-Weissensee (Германия).
- 1992-1998 Обучение в Санкт-Петербургской Государственной Художественно-промышленной Академии им. Штиглица на факультете дизайна. Тема диплома: «Игра – как метод дизайна».
- 1986-1989 Обучение в Детской художественной школе № 17.

## Творчество

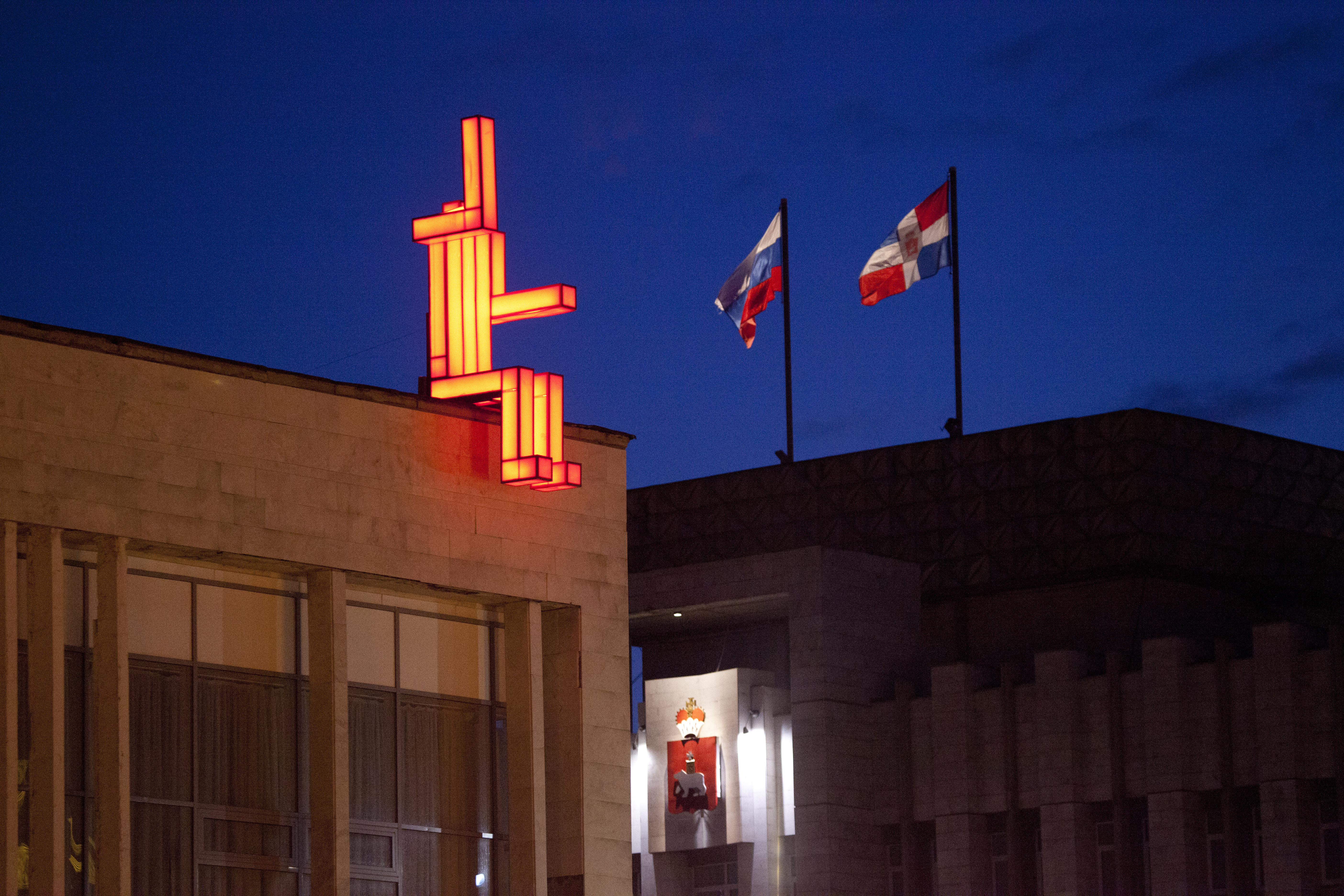
Андрей Люблинский. Красные человечки
Инсталляция, установленная в 2012 году в Перми

Люблинский работает на стыке дизайна и искусства с вещами, объектами, явлениями и персонажами, узнаваемыми на уровне пиктограммы. Три главные темы автора – антропоморфные объекты, зооморфные и машинки. Все объекты и образы художника объединены оптимизмом, юмором и жаждой жизни, многие из них отсылают к пиксельной графике. Творческий принцип Люблинского в том, что из простых материалов с помощью доступных технологий создаются крупные и яркие вещи, при этом часто противоречивые.
«Визитная карточка» – «красные человечки», высадившиеся ярким десантом на улицы и крыши российского города Пермь в период, инициированной городскими властями культурной революции. Объекты паблик-арта поделили жителей города-миллионника на два лагеря – «за» и «против», что вызвало интерес у медиа и принесло художнику известность в России.

На Петроградской стороне появилась гигантская колбаса. Изображение огромной колбасы растянулось на брандмауэре дома №11 по Мичуринской улице в Петербурге. Работа была выполнена в рамках шестого Международного фестиваля паблик-арта «Арт Проспект», 2018 год. Гигантская колбаса красовалась на фасаде дома с сентября 2018 года, а в апреле 2019 года была закрашена на основании жалобы жителя города: 
«Колбаса на брандмауэре пятиэтажки исчезла под слоем однотонной краски. Эксперт по жалобам приговорил творческий продукт зимой, но уничтожение отложили холода.»
В 2017 году в пространстве «Дом Культуры» в Санкт-Петербурге установили десять ярких деревянных объектов: супермена, солдата, рабочего, спортсмена, бизнесмена, менеджера и других легко узнаваемых персонажей. Установленные объекты стали пробой проекта CV (Сurriculum vitæ).
«Дружба народов», 2015 год. Инсталляция художника Андрея Люблинского создана специально для международной паблик-арт программы на ВДНХ и вдохновлена советской идеей полиэтичности, выраженной в концепции знаменитого фонтана «Дружба народов».
В 2014 создана трехмерная пиксельная утка,  для фестиваля «Зеленая неделя» в Парке Горького в рамках I Биеннале уличного искусства Артмоссфера.

## Выставки
- В 2018 с 16 декабря по 31 января — персональная выставка «Антропоморфные, зооморфные и машинки» в пространстве «Электромузей»[6]. Экспозиция представляет более сотни работ, охватывающих три любимые темы художника на стыке цифрового искусства, средового и компьютерного дизайна, восьмибитной игровой эстетики и пиксельной графики. В том числе 6-метровый мягкий «красный человечек», который приедет из Музея современного искусства PERMM в Перми[7].
- В 2015 с 9 по 15 апреля — выставка GOODBAD в галерее арт-подарков «Шалтай-Болтай». Экспозиция представляет серию плакатов с нарисованными Люблинским фигурами: от персонажей мультфильмов до исторических личностей[8].
- В 2014 с 13 ноября по 14 декабря — персональная выставка «Кубизм плюс круглизм» в 11.12 Gallery[9].

## Награды
- Орден «С Благодарностью от Человечества!», 1-я и единственная премия «Georgievich Award. Heaven 49» им. Валерия Петрова (2020)
- Приз «Поощрительная Тамга», 8-я Международная биеннале знаков и логотипов «ТаМга-2010» (2010)
- «Sleipnir», Хельсинки-Стокгольм (2000, 2003, 2006)
- Первый приз в номинации «Лучший дизайнер» (совместно с М. Заборовской), «EGGSposition» Акция «Клуба Профессиональных дизайнеров» (2005)
- «Punkt», Суоменлинна, Финляндия (2003),
- Стипендия Института Современного Искусства Северных Стран (NIFCA) (2003)
- Грант Министерства Культуры Российской Федерации (2001)
- Главный приз «Модулор» и золотой диплом в номинации «Проект года», бронзовый диплом в номинации «Арт-дизайн», 3-я Санкт-Петербургская биеннале дизайна «Модулор-2001» (2001)
- Диплом лауреата Российской национальной премии «Виктория» в номинации «Арт-дизайн» на 7-й Всероссийской выставке-конкурсе «Дизайн 99» (1999)
- Первое место в номинации «Средовой дизайн» на выставке-конкурсе «Лучший дизайн года» (1997)